# Infest (Papa Roach)
Infest is het tweede studioalbum van de Amerikaanse rockband Papa Roach. Het werd op 25 april 2000 door DreamWorks Records uitgebracht. De bandleden verzorgden zelf de muzikale productie.

## Geschiedenis
In de Verenigde Staten was Infest het op negentien na meestverkochte album van 2000. Het werd driemaal platina en bereikte de vijfde plaats in de Billboard 200. Met meer dan zes miljoen verkochte exemplaren was Infest het bestverkochte album van Papa Roach. Het album leverde Papa Roach een Grammy-nominatie op voor beste nieuwe artiest.
In het nummer "Thrown Away" komt vanaf 4:57 een rustigere versie voor van hun nummer "Tightrope", waarvan de hardere versie op hun ep Let 'Em Know uit 1999 stond.

## Nummers
Alle muziek en teksten zijn geschreven door Papa Roach. 
| 1.                 | Infest                                                        | 4:09 |
| 2.                 | Last Resort                                                   | 3:23 |
| 3.                 | Broken Home                                                   | 3:41 |
| 4.                 | Dead Cell                                                     | 3:06 |
| 5.                 | Between Angels and Insects                                    | 3:54 |
| 6.                 | Blood Brothers (op de 'clean versie' vervangen door "Legacy") | 3:34 |
| 7.                 | Revenge                                                       | 3:42 |
| 8.                 | Snakes                                                        | 3:29 |
| 9.                 | Never Enough                                                  | 3:35 |
| 10.                | Binge                                                         | 3:47 |
| 11.                | Thrown Away (bevat de verborgen track "Tightrope")            | 9:37 |
| Totale duur: 45:58 |                                                               |      |

| Nr. | Titel                      | Duur |
| --- | -------------------------- | ---- |
| 12. | Legacy                     | 3:04 |
| 13. | Dead Cell (Live)           | 3:51 |
| 14. | Last Resort (Cd-rom video) | 3:20 |

## Bandleden
- Jacoby Shaddix - leadzang
- Jerry Horton - gitaar, achtergrondzang
- Tobin Esperance - basgitaar, achtergrondzang
- Dave Buckner - drums, percussie

## Hitnoteringen

### Album Top 100
| "Infest" in de Nederlandse Album Top 100 - binnen: 04-11-2000 | "Infest" in de Nederlandse Album Top 100 - binnen: 04-11-2000 | "Infest" in de Nederlandse Album Top 100 - binnen: 04-11-2000 | "Infest" in de Nederlandse Album Top 100 - binnen: 04-11-2000 | "Infest" in de Nederlandse Album Top 100 - binnen: 04-11-2000 | "Infest" in de Nederlandse Album Top 100 - binnen: 04-11-2000 | "Infest" in de Nederlandse Album Top 100 - binnen: 04-11-2000 | "Infest" in de Nederlandse Album Top 100 - binnen: 04-11-2000 | "Infest" in de Nederlandse Album Top 100 - binnen: 04-11-2000 | "Infest" in de Nederlandse Album Top 100 - binnen: 04-11-2000 | "Infest" in de Nederlandse Album Top 100 - binnen: 04-11-2000 | "Infest" in de Nederlandse Album Top 100 - binnen: 04-11-2000 | "Infest" in de Nederlandse Album Top 100 - binnen: 04-11-2000 | "Infest" in de Nederlandse Album Top 100 - binnen: 04-11-2000 | "Infest" in de Nederlandse Album Top 100 - binnen: 04-11-2000 | "Infest" in de Nederlandse Album Top 100 - binnen: 04-11-2000 | "Infest" in de Nederlandse Album Top 100 - binnen: 04-11-2000 | "Infest" in de Nederlandse Album Top 100 - binnen: 04-11-2000 | "Infest" in de Nederlandse Album Top 100 - binnen: 04-11-2000 | "Infest" in de Nederlandse Album Top 100 - binnen: 04-11-2000 | "Infest" in de Nederlandse Album Top 100 - binnen: 04-11-2000 | "Infest" in de Nederlandse Album Top 100 - binnen: 04-11-2000 | "Infest" in de Nederlandse Album Top 100 - binnen: 04-11-2000 |
| Week                                                          | 1                                                             | 2                                                             | 3                                                             | 4                                                             | 5                                                             | 6                                                             | 7                                                             | 8                                                             | 9                                                             | 10                                                            | 11                                                            | 12                                                            | 13                                                            | 14                                                            | 15                                                            | 16                                                            | 17                                                            | 18                                                            | 19                                                            | 20                                                            | 21                                                            | 22                                                            |
| ------------------------------------------------------------- | ------------------------------------------------------------- | ------------------------------------------------------------- | ------------------------------------------------------------- | ------------------------------------------------------------- | ------------------------------------------------------------- | ------------------------------------------------------------- | ------------------------------------------------------------- | ------------------------------------------------------------- | ------------------------------------------------------------- | ------------------------------------------------------------- | ------------------------------------------------------------- | ------------------------------------------------------------- | ------------------------------------------------------------- | ------------------------------------------------------------- | ------------------------------------------------------------- | ------------------------------------------------------------- | ------------------------------------------------------------- | ------------------------------------------------------------- | ------------------------------------------------------------- | ------------------------------------------------------------- | ------------------------------------------------------------- | ------------------------------------------------------------- |
| Nummer                                                        | 60                                                            | 52                                                            | 49                                                            | 61                                                            | 63                                                            | 71                                                            | 76                                                            | 84                                                            | 88                                                            | 84                                                            | 72                                                            | 58                                                            | 51                                                            | 56                                                            | 64                                                            | 65                                                            | 64                                                            | 53                                                            | 47                                                            | 67                                                            | 86                                                            | 86                                                            |

| "Infest" opnieuw in de Nederlandse Album Top 100 - binnen: 02-06-2001 | "Infest" opnieuw in de Nederlandse Album Top 100 - binnen: 02-06-2001 | "Infest" opnieuw in de Nederlandse Album Top 100 - binnen: 02-06-2001 | "Infest" opnieuw in de Nederlandse Album Top 100 - binnen: 02-06-2001 | "Infest" opnieuw in de Nederlandse Album Top 100 - binnen: 02-06-2001 | "Infest" opnieuw in de Nederlandse Album Top 100 - binnen: 02-06-2001 | "Infest" opnieuw in de Nederlandse Album Top 100 - binnen: 02-06-2001 | "Infest" opnieuw in de Nederlandse Album Top 100 - binnen: 02-06-2001 | "Infest" opnieuw in de Nederlandse Album Top 100 - binnen: 02-06-2001 |
| Week                                                                  | 1                                                                     | 2                                                                     | 3                                                                     | 4                                                                     | 5                                                                     | 6                                                                     | 7                                                                     | 8                                                                     |
| --------------------------------------------------------------------- | --------------------------------------------------------------------- | --------------------------------------------------------------------- | --------------------------------------------------------------------- | --------------------------------------------------------------------- | --------------------------------------------------------------------- | --------------------------------------------------------------------- | --------------------------------------------------------------------- | --------------------------------------------------------------------- |
| Nummer                                                                | 83                                                                    | 75                                                                    | 49                                                                    | 54                                                                    | 61                                                                    | 55                                                                    | 74                                                                    | 93                                                                    |